# Muncy
Muncy és una població dels Estats Units a l'estat de Pennsilvània. Segons el cens del 2000 tenia 2.663 habitants.

## Demografia
Segons el cens del 2000, Muncy tenia 2.663 habitants, 1.142 habitatges, i 749 famílies. La densitat de població era de 1.224 habitants/km².
Dels 1.142 habitatges en un 28,3% hi vivien nens de menys de 18 anys, en un 52,8% hi vivien parelles casades, en un 8,8% dones solteres, i en un 34,4% no eren unitats familiars. En el 29,2% dels habitatges hi vivien persones soles el 12,8% de les quals corresponia a persones de 65 anys o més que vivien soles. El nombre mitjà de persones vivint en cada habitatge era de 2,33 i el nombre mitjà de persones que vivien en cada família era de 2,86.
Per edats la població es repartia de la següent manera: un 23,5% tenia menys de 18 anys, un 7,2% entre 18 i 24, un 28,3% entre 25 i 44, un 23,7% de 45 a 60 i un 17,3% 65 anys o més.
L'edat mediana era de 39 anys. Per cada 100 dones de 18 o més anys hi havia 85,9 homes.
La renda mediana per habitatge era de 33.603 $ i la renda mediana per família de 38.934 $. Els homes tenien una renda mediana de 31.900 $ mentre que les dones 22.222 $. La renda per capita de la població era de 17.782 $. Entorn del 8,3% de les famílies i el 10% de la població estaven per davall del llindar de pobresa.

## Poblacions més properes
El següent diagrama mostra les poblacions més properes.